# Stalag 350

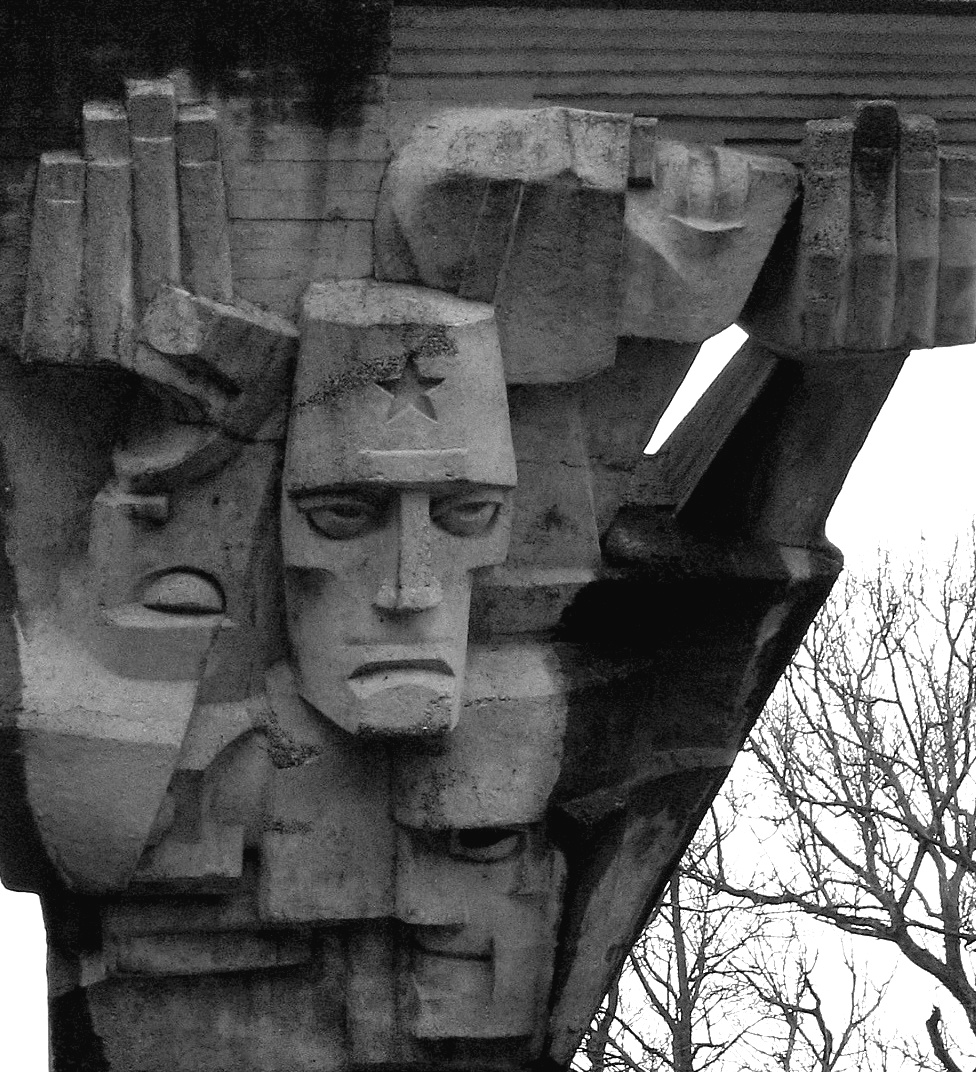
Skulptur von Juris Maurins im Denkmal von 1968 (Foto von 2008)

Stalag 350 ist eine Abkürzung für Stammlager 350, ein Kriegsgefangenenlager der deutschen Wehrmacht während des Deutsch-Sowjetischen Krieges mit Sitz in Riga.

## Entstehung
Das Stalag 350 zur Inhaftierung von sowjetischen Kriegsgefangenen existierte vom Sommer 1941 bis August 1944 mit insgesamt 6 Abteilungen. Die Zentrale befand sich im Stadtteil Grīziņkalns (Pērnavas-Straße). Kommandant war ein Major Sulzberger. Zweiglager befanden sich auch bei den Orten Jelgava und Salaspils. Wegen schlechter Behandlung der Insassen war die Sterblichkeitsrate sehr hoch. Durch die gezielte und beabsichtigte Vorenthaltung der nötigen Lebensmittel wurden in den Wintermonaten 1941/1942 laut Berechnungen der Heeresgruppe Nord monatlich bis zu 17,4 % der etwa 200 000 Gefangenen auf dem Gebiet des Reichskommissariat Ostland umgebracht. Erst ab Januar 1942 als entschieden wurde, die Arbeitskraft der Kriegsgefangenen auszubeuten, verbesserte sich die Verpflegungslage. Im gesamten Komplex des Stalag 350 wurden bis zu 35 000 Soldaten (Winter 1941) gefangen gehalten. Durch Tod und Verschleppung ins Reichsgebiet verringerte sich diese Zahl später.

## Zweiglager bei Salaspils
Durch Kriegsgefangene sowjetische Soldaten, die bis dahin auf freiem Feld neben der Eisenbahnlinie in selbst gegrabenen Erdlöchern kampieren mussten, wurden im September 1941 zwei Lager bei Salaspils errichtet. Das größere (Stalag 350/Z1) auf einem ehemaligen Sommerlager der lettischen Armee am Rande von Salaspils. So wie ein kleineres (Stalag 350/Z2) südlich der Eisenbahnlinie. Das Fassungsvermögen beider Lager betrug etwa 3500 Menschen. Im Jahre 1942 wurden sowjetische Gefangene zu Arbeiten beim Bau des Lagers Salaspils eingesetzt. Als sich im Sommer 1944 die Rote Armee Salaspils näherte, kam es zu einem weiteren Kriegsverbrechen: Etwa 500 nicht marschfähige Invaliden unter den Kriegsgefangenen wurden bei der Auflösung der Zweiglager ins benachbarte Zivilistenlager überstellt und dort später erschossen.
Nach dem Krieg wurde das Lager durch das NKWD als Lager für deutsche Kriegsgefangene weiterbetrieben.
Im Jahre 1969 wurde auf dem Gelände des früheren Gefangenenlagers eine Gedenkstätte errichtet. Mehrere gebogene Platten erinnern an die Gruben für die Gefangenen. Eine Stele soll die Standhaftigkeit der Überlebenden symbolisieren und eine weitere gekrümmte Stele steht für die Leiden der Gefangenen. Eine Schrifttafel am Fuße dieser Stele endet mit den – in Russisch geschrieben – Worten:
Wir kämpften, ohne uns vor den Kugeln zu verstecken.

Die Kugeln konnten uns jedoch nicht töten.

Wir starben in Unfreiheit,

erschöpft durch Hunger und Folter

in nazistischer Strafgefangenschaft.
Im Jahre 2004 erteilte die Salaspilser Behörde die Erlaubnis zur Errichtung von Wohnhäusern auf dem südlichen Teil des Lagers in unmittelbarer Nachbarschaft der Gedenkstätte. Bürgerproteste und Knochenfunde bei den Aushubarbeiten veranlassten dann eine Verlagerung der Bautätigkeit nach Norden. Nunmehr durchschneiden neu angelegte Straßen den ehemaligen Lagerbereich und trennen die Gedenkstätte vom Neubaugebiet.
Koordinaten: 56° 51′ 34,6″ N, 24° 19′ 45,7″ O